# Kleptochthonius myopius
Espèce
Kleptochthonius myopius est une espèce de pseudoscorpions de la famille des Chthoniidae.

## Distribution
Cette espèce est endémique du Tennessee aux États-Unis. Elle se rencontre dans la grotte Cathcart Cave dans le comté de DeKalb.

## Description
Le mâle holotype mesure 1,97 mm.

## Publication originale
- Malcolm & Chamberlin, 1961 : The pseudoscorpion genus Kleptochthonius Chamberlin (Chelonethida, Chthoniidae). American Museum Novitates, no 2063, p. 1-35 (texte intégral).